# Shāh Najaf
Shāh Najaf (persiska: شاهِ نَجَف, شاه نجف) är en ort i Iran.   Den ligger i provinsen Chahar Mahal och Bakhtiari, i den centrala delen av landet, 500 km söder om huvudstaden Teheran. Shāh Najaf ligger 2 074 meter över havet och antalet invånare är 779.
Terrängen runt Shāh Najaf är varierad. Runt Shāh Najaf är det ganska glesbefolkat, med 38 invånare per kvadratkilometer. Närmaste större samhälle är Māl-e Khalīfeh, 13,4 km öster om Shāh Najaf. Omgivningarna runt Shāh Najaf är i huvudsak ett öppet busklandskap.